# Jesús García Pitarch
Pour les articles homonymes, voir Jesús García, Garcia et Pitarch.
Jesús Vicente García Pitarch, aussi connu comme Suso García Pitarch, né le 14 novembre 1963 à La Pobla de Vallbona (province de Valence, Espagne), est un footballeur espagnol reconverti en directeur sportif. Il jouait au poste d'ailier gauche.

## Carrière

### Joueur
Jesús García Pitarch se forme dans les catégories inférieures du Valence CF. Il débute en première division le 8 janvier 1984 face au Sporting de Gijón. Il parvient à se faire rapidement une place dans le onze titulaire.
En 1985, il est recruté par le RCD Espanyol. Il est titulaire lors de sa première saison mais une hépatite le laisse sur la touche lors de sa deuxième saison avec l'Espanyol.
En 1987, il est recruté par l'UE Figueres qui joue en deuxième division. Il reste trois saisons à Figueres.
En 1990, il rejoint l'Orihuela Deportiva, avec qui il inscrit 22 buts, ce qui constitue sa meilleure performance. Le club parvient presque à monter en Division 1.
Ses bonnes prestations avec l'Orihuela lui ouvrent de nouveau les portes de la première division : il est recruté en 1991 par le CD Logroñés, où il reste jusqu'en 1993.
En 1993, il rejoue en deuxième division avec le CP Mérida (1993-1994) puis avec le Villarreal CF (1994-1996).
Il met un terme à sa carrière de joueur avec le Real Murcie en 1997, alors que le club évolue en troisième division.
Le bilan de la carrière de Jesús García Pitarch s'élève à 120 matchs en Division 1 (21 buts), 178 matchs en Division 2 (59 buts), et enfin 21 matchs en Division 3 (quatre buts).
A noter que García Pitarch reçoit cinq sélections en équipe d'Espagne des moins de 21 ans entre 1984 et 1985.

### Directeur sportif
Jesús García Pitarch devient directeur sportif du Valence CF en 2002. Il occupe ce poste jusqu'en 2004.
En 2006, il rejoint l'Atlético de Madrid, où il reste jusqu'en 2011. Il préside ensuite l'Hércules d'Alicante lors de la saison 2012-2013.
Le 13 janvier 2016, il retourne au Valence CF dont le propriétaire est désormais Peter Lim. Il démissionne un an plus tard.
En octobre 2018, il est recruté par Aston Villa. Il quitte le club anglais en juillet 2020.